# Promised Land (singolo)
Promised Land è una canzone di Chuck Berry pubblicata come singolo dalla Chess Records nel 1965.
Originariamente il brano era stato scritto da Berry nel 1964 ed era stato inserito nel suo album St. Louis to Liverpool.
Nel testo del brano, il cantante (che si riferisce a se stesso come un "the poor boy", "un povero ragazzo") racconta del suo viaggio da Norfolk, Virginia fino all'agognata "terra promessa" ("Promised Land"), la California, menzionando le varie città che incontra lungo la strada. Il brano è stato reinterpretato da svariati artisti, tra i quali Elvis Presley, la cui cover ebbe un discreto successo.

## Il brano
Berry scrisse la canzone mentre era detenuto in carcere per aver introdotto illegalmente una minorenne di origini messicane negli Stati Uniti.

## Tracce singolo
Chess 1916
1. Promised Land - 2:24
2. Things I Used to Do -

## Musicisti
- Chuck Berry: voce, chitarra
- Lafayette Leake: pianoforte
- Sconosciuto: basso elettrico
- Odie Payne: batteria

## Cover
- Nel 1964 Johnny Rivers dal vivo sull'album In Action.
- Nel 1971 Johnnie Allan in versione Cajun.
- Nel 1972 Freddy Weller sull'omonimo album.
- Nel 1972 il gruppo Juicy Lucy sul loro album Pieces.
- Nel 1973 la rock band canadese The Band registrò Promised Land per il loro sesto album di studio Moondog Matinee.
- Nel dicembre 1973, Elvis Presley sull'omonimo album. La versione incisa da Presley è poi stata inserita nella colonna sonora del film Men in Black.
- Dal 1972 al 1995 i Grateful Dead spesso eseguirono la canzone in concerto.
- Nel 1974 James Taylor sull'album Walking Man.
- Nel 1972 Dave Edmunds sull'album Rockpile.
- Nel 1977 il cantante country Billy "Crash" Craddock sul suo album Live!.
- Nel 1979 Bill Haley & His Comets suonarono la canzone dal vivo con alla voce l'ex membro degli Sha Na Na Mal Gray.
- Nel 1982 Meat Loaf eseguì il brano al Saturday Night Live. Inoltre nel 1983 incluse la sua versione della canzone nel suo album Midnight at the Lost and Found.
- Nel 2007 Geno Delafose in versione zydeco sull'album Le Cowboy Creole.
- Nel 2009 i W.A.S.P. sull'album Babylon.[1]

### Citazioni in altre opere
- Nel film Men in Black, K, (Tommy Lee Jones) mette sullo stereo in macchina Promised Land nella versione di Presley, mentre sta guidando dentro un tunnel. J, (Will Smith), allora esclama: «Lo sai che Elvis è morto vero?». K gli replica: «Elvis NON è morto. È solo tornato a casa».